# Bumble
Bumble是一款在線約會与社交应用程序，创建于2014年。用户可以收到潜在匹配的个人资料，并通过“向右滑动”表示感兴趣，“向左滑动”表示不感兴趣。截至2024年，只有女性用户才能与匹配的男性用户开启第一次对话，而同性戀群体的匹配双方均可开启第一次对话。
这款应用程序是Bumble公司的产品之一，由惠特尼·沃爾夫·赫德在离开Tinder后不久开发。沃爾夫·赫德将Bumble描述为一款“女性主义约会应用程序”。截至2021年1月，该应用程序的月使用人数达到了4,200万。在美国，Bumble是仅次于Tinder最受欢迎的约会应用程序。根据2016年6月的调查，该产品46.2%的用户都是女性。根据《福布斯》的调查，截至2017年，该公司的市值超过10亿美元。2019年产品在全球150个国家拥有超过5,500万用户。